# Leran, Bojonegoro
Leran är en administrativ by i Indonesien.   Den ligger i provinsen Jawa Timur, i den västra delen av landet, 600 km öster om huvudstaden Jakarta. Leran ligger vid sjön Waduk Leran Satu.